# Соціалістична партія Албанії
Соціалісти́чна па́ртія Алба́нії (алб. Partia Socialiste e Shqipërisë, PS) —  лівоцентристська

ліва

соціал-демократична
.
політична партія Албанії
, заснована 1990 — одна з двох основних партій на албанській політичній сцені. 
PS є партнером Партії європейських соціалістів

і членом Соціалістичного інтернаціоналу

і дотримується проєвропейських позицій. 

Її позиції особливо сильні на промислово розвиненому півдні Албанії, де серед населення переважають тоски — одна з двох найбільших етнічних груп албанців.

## Історія
Попередник PS, Партія праці Албанії (PPSH), була сформована в листопаді 1941 року і відома як Соціалістична партія з 1991 року, коли вона вижила після драматичних змін, які відбулися в Албанії з 1989 року. 
PPSH була албанською комуністичною партією під керівництвом її засновника та багаторічного лідера Енвера Ходжі та єдиною правлячою партією в країні після закінчення Другої світової війни. 
Наступник Ходжі Раміз Алія був змушений запровадити обмежені реформи наприкінці 1980-х років. 
11 грудня 1990 року Алія оголосив, що PPSH відмовилася від монополії на владу. 
PPSH здобули перемогу на Виборах до Конституційної асамблеї Албанії 1991, перших вільних виборах в країні майже за 80 років. 
На той час це вже не була марксистсько-ленінська партія. 
На позачерговому з’їзді 10–13 червня 1991 року PPSH змінила назву на Соціалістична партія Албанії. 

Новим головою обрано Фатоса Нано, людину з інтелігенції.

Нано допоміг реформувати стару Комуністичну партію та зробив її членом Соціалістичного Інтернаціоналу. 
Фракція партії, очолювана Іліром Метою, відокремилася від PS у 2004 році та сформувала Соціалістичний рух за інтеграцію (LSI). 

10 жовтня 2005 року Нано пішов у відставку з посади голови PS після поразки на парламентських виборах в Албанії 2005 року, і його змінив Еді Рама. 

Під керівництвом Рами PS сформувала Альянс за європейську Албанію, який об’єднав кілька лівоцентристських і лівих політичних партій, у складі PS, LSI, Соціал-демократичної партії Албанії (PSD), Албанської партії соціал-демократії (PDS), Комуністичної партії Албанії (PKSh), Партії зелених Албанії (PGJ), Реорганізованої партії праці Албанії (PPShR) та багато інших рухів: альянс переміг на парламентських виборах в Албанії 2013 року, таким чином повернувши соціалістів до уряду через 8 років. 

Соціалістична партія, яка зараз балотується самостійно, знову виграла вибори 2017 року та вибори 2021, здобули 74 місця в обох і, таким чином, наразі може керувати Албанією одноосібно, хоча зовні її підтримує Соціал-демократична партія в парламенті. 

## Керівництво
Керівник партії — Еді Рама (Edi Rama). З моменту створення до 1 вересня 2005 року керівником партії був Фатос Нано, який пішов у відставку після поразки на виборах.
У 1996–1997 роках генеральним секретарем партії був Реджеп Мейдані, майбутній президент Албанії.

## Результати виборів
| Рік виборів | Кількість голосів | % голосів | Місць     | Зміна | Уряд |
| ----------- | ----------------- | --------- | --------- | ----- | ---- |
| 1992        | 433,602           | 23.7%     | 38 / 140  |       | ні   |
| 1996        | 335,402           | 20.4%     | 10 / 140  | -28   | ні   |
| 1997        | 413,369           | 31.6%     | 101 / 155 | +91   | так  |
| 2001        | 555,272           | 41.4%     | 73 / 140  | -28   | так  |
| 2005        | 538,906           | 39.4%     | 42 / 140  | -31   | ні   |
| 2009        | 620,586           | 40.9%     | 65 / 140  | +23   | ні   |
| 2013        | 713,407           | 41.4%     | 65 / 140  | 0     | так  |
| 2017        | 764,761           | 48.19%    | 74/140    | +9    | так  |
| 2021        | 768,134           | 48.67%    | 74/140    | 0     | так  |